# 时侠联
时侠联（1962年7月—），男，汉族，安徽泗县人，中华人民共和国政治人物，曾任安徽省司法厅厅长，宁夏回族自治区人民检察院党组书记、检察长，2023年1月，转任重庆市人民检察院党组书记、检察长。